# Woźniki (Sieradz)
Woźniki – część miasta Sieradza w Polsce, w województwie łódzkim, w powiecie sieradzkim. Rozpościera się w okolicy ulic Złotej i Zacisze. Leżą na prawym brzegu rzeki Warty w odległości 4 km od centrum Sieradza w kierunku wschodnim. 
Od 2008 funkcjonuje tu Klub Sportowy Inter Sieradz Woźniki, którego zespół piłkarski w sezonie 2010/11 grał w B-klasie grupie Sieradz IV.

## Historia
Woźniki to dawna wieś królewska starostwa sieradzkiego, położona w powiecie sieradzkim województwa sieradzkiego w końcu XVI wieku. 
W latach 1867–1953 należała do gminy Męka w powiecie sieradzkim. W Królestwie Polskim przynależała do guberni kaliskiej, a w okresie międzywojennym do woj. łódzkiego. Tam, 19 listopada 1933 utworzyła gromadę Woźniki w granicach gminy Męka, składającą się z samej wsi Woźniki.
Podczas II wojny światowej włączona do III Rzeszy. Po wojnie ponownie w powiecie sieradzkim w woj. łódzkim. 21 września 1953 stały się siedzibą gminy Woźniki, utworzonej z obszaru zniesionej gminy Męka. W związku z reorganizacją administracji wiejskiej (zniesienie gmin) jesienią Woźniki weszły w skład nowo utworzonej gromady Woźniki w powiecie sieradzkim. Tam przetrwały do końca 1972 roku, czyli do kolejnej reformy gminnej.
1 stycznia 1973, w związku z kolejną reformą administracyjną (odtworzenie gmin i zniesienie gromad i osiedli) Woźniki weszły w skład nowo utworzonej gminy Sieradz. W latach 1975–1979 miejscowość administracyjnie należała do województwa sieradzkiego. 1 grudnia 1979 Woźniki włączono do Sieradza.